# アルガーオンの戦い
アルガーオンの戦い（アルガーオンのたたかい、英語：Battle of Argaon）は、1803年11月29日にインドのアルガーオンにおいて、シンディア家およびボーンスレー家の連合軍とイギリス東インド会社との間で行われた第二次マラーター戦争の戦いの一つ。

## 戦闘
11月1日のラスワリーの戦いののち、ラグージー・ボーンスレー2世とダウラト・ラーオ・シンディアは再び戦いを挑むことにし、28日に軍を動かした。
同月29日、イギリスの司令官アーサー・ウェルズリーはシンディア家とボーンスレー家の連合軍とアルガーオンで戦い、これに大勝した。
この戦いではシンディア家とボーンスレー家の連合軍ともにすべての大砲や荷物を失って逃げ、甚大な損害を被った。イギリス軍は死傷者346人を出しただけであった。